# Bryan Mark Rigg
Bryan Mark Rigg (* 16. März 1971 in Texas, USA) ist ein deutschstämmiger US-amerikanischer Historiker und Schriftsteller. Bekannt wurde Rigg durch sein Werk Hitlers jüdische Soldaten.
2020 erschien sein Buch Flamethrower, in dem die Umstände der Verleihung der Medal of Honor an Hershel „Woody“ Williams kritisch betrachtet werden.

## Biographie
Bryan Mark Rigg wurde baptistisch von seiner Familie erzogen. 1991 ging er nach Deutschland, um die Sprache seiner 1863 aus Deutschland eingewanderten Vorfahren zu erlernen. Als Geschichtsstudent wollte er mehr über seine Familiengeschichte erfahren und fand heraus, dass eine Urgroßmutter der jüdischen Kultusgemeinde angehört hatte. Rigg bekannte sich zum Judentum.
1996 schloss Rigg sein Bachelor-Studium im Fach Geschichte mit Auszeichnung der Yale-Universität ab. An der Universität Cambridge machte er 1997 seinen Master; im Jahr 2000 promovierte er in Philosophie (Ph. D.). Er diente als Freiwilliger in der israelischen Armee und als Offizier im US Marine Corps. Rigg unterrichtete Holocaust, Militärgeschichte und Religion an der American Military University in Manassas, Virginia und der Southern Methodist University, Dallas. 2006 beendete er diese Tätigkeit.
Im Dezember 2008 gründete Rigg ein eigenes Unternehmen die RIGG Wealth Management, LLC.

## Auszeichnungen
Rigg wurde 2003 für das Buch Hitlers jüdische Soldaten mit dem William E. Colby Award ausgezeichnet.

## Hitlers jüdische Soldaten
In seinem Werk Hitlers jüdische Soldaten stellt Rigg heraus, dass auch nach 1940 in der Wehrmacht „jüdische Mischlinge“ und „jüdisch Versippte“ dienten, obwohl eine Anordnung bestand, diese zu entlassen. Einige blieben bis 1944 mit „Führererlaubnis“ (der sog. Deutschblütigkeitserklärung) als Offiziere in der Wehrmacht. Rigg bezifferte die Anzahl „jüdischer Mischlinge“ (nach Definition der Ersten Verordnung zum Reichsbürgergesetz) im wehrpflichtigen Alter auf 117.000–190.000. Daher schätzte er die Zahl der Dienenden auf 60.000 „Halb-“ und 90.000 „Viertel-Juden“.
Rigg dokumentierte 1.671 Fälle und führte Interviews mit 430 überlebenden deutschen Soldaten jüdischer Abstammung und mit deren Verwandten. Die Interviewten machten ihm ein Quellenmaterial zugänglich, das bis dahin unbekannt oder unbeachtet geblieben war. Darin anschließende Archivstudien erschlossen weitere wichtige Dokumente. Zu den in seinem Buch aufgeführten Personen gehören Ernst Benda, Egon Bahr, Erhard Milch, Robert Borchardt, Walter Holländer, Walter Lehweß-Litzmann, Helmut Schmidt und Bernhard Rogge. Insgesamt erhielten nach Riggs Angaben 244 jüdische Mischlinge das Eiserne Kreuz, einer das Deutsche Kreuz in Silber, 19 das Deutsche Kreuz in Gold und 15 das Ritterkreuz des Eisernen Kreuzes. Rigg stellt dar, dass mindestens 21 deutsche Generäle und Admirale jüdische Vorfahren hatten.
Zeitdokumente und Interviews, die Rigg in 8-mm-Film aber auch auf VHS für sein Buchprojekt hat sammeln können, wurden 1997 für das Militär-Archiv des Bundes beim Militärgeschichtlichen Forschungsamt (MGFA) der Bundeswehr in Potsdam angekauft und archiviert.
Eine TV-Dokumentation über seine Forschungen, von Heike Mundzeck erstellt, wurde 2003 in Kooperation mit dem Westdeutschen Rundfunk produziert. Sie trägt den Titel Die Soldaten mit dem halben Stern.
Riggs Thesen blieben nicht unumstritten. Die Historikerin Beate Meyer kritisiert Riggs Buch als „Mogelpackung“. Sie wirft dem Verfasser mangelnde Quellenkritik vor und beanstandet die genannten Zahlen. Es habe maximal 33.000 „Mischlinge“ oder mit diesen „Versippte“ in wehrfähigem Alter gegeben, von denen überdies nur ein Teil eingezogen worden sei. Christoph Rass bezeichnet Riggs Zahlenangabe von 150.000 Wehrmachtsangehörigen jüdischer Abstammung als „zu Recht umstritten“. Hingegen bewertete der Historiker Andreas Kunz auf H-Soz-Kult das Buch als einen „wichtigen Beitrag zu den deutschen jüdischen Soldaten“.

## Kritik
Gelehrte wie Richard J. Evans, Regius Professor für Geschichte an der Universität Cambridge, und Omer Bartov, Professor für Geschichte an der Brown University, halten die Titel von Riggs Büchern, wie z. B. Hitlers jüdische Soldaten, für irreführend. Die Bücher handeln nicht über Juden im allgemein verstandenen Sinne, sondern in fast allen Fällen über Mischlinge. Von den Nürnberger Gesetzen werden diese Mischlinge als „Halb- und Vierteljuden“ definiert, jedoch nicht gemäß dem jüdischen Religionsgesetz.

## Publikationen
- Hitlers jüdische Soldaten. Schöningh Verlag, Paderborn 2003, ISBN 3-506-70115-0.
- Rabbi Schneersohn und Major Bloch: eine unglaubliche Geschichte aus dem ersten Jahr des Krieges. Hanser, München 2006, ISBN 978-3-446-20730-1.
- The Untold Stories of Hitler's Jewish Soldiers. University of Kansas Press, 2007, ISBN 978-0-7006-1638-1
- Flamethrower: Iwo Jima Medal of Honor Recipient and U.S. Marine Woody Williams and His Controversial Award, Japan's Holocaust and the Pacific War. Fidelis Historia Verlag, 2020, ISBN 978-1-7345341-0-8